# عدم تطابق التهوية/التروية
عدم تطابق التهوية/التروية في طب الرئة هو مصطلح يُشير لوجود خلل في النسبة الكلية بين التهوية والتروية، حيث تستقبل إحدى مناطق الرئة الأكسجين دون أن يتدفق الدم إليها، أو العكس، بأن يتدفق الدم إلى تلك المنطقة لكنها لا تستقبل الأكسجين، وذلك بسبب أمراض متنوعة.تقترب النسبة التهوية/التروية الطبيعية إلى 0.8 تقريبا، ما يعني أن معدل التهوية يتساوى تقريبا مع معدل تدفق الدم الرئوي، ذلك أن الرئة الطبيعية لا تكون متطابقة تماما.يمكن قياس نسبة التهوية/التروية عن طريق قياس التدرج الحويصلي الشرياني.

## طريقة تطور المرض
يظهر عدم تطابق التهوية/التروية في بعض السيناريوهات التي يختل فيها أحد العنصرين (التهوية أو التروية): ففي حالة الانصمام الرئوي مثلا، تحصل الرئة على التهوية الكافية، فيما يتأثر تدفق الدم الرئوي، ما يُسبب خللا في التروية، وبالتالي يصبح تبادل الغازات غير فعال، ما يؤدي إلى نقص الأكسجة في الدم، ويُظهر مسح التهوية/التروية أو التصوير الومضي للرئة وجود بعض مناطق في الرئة تستقبل التهوية لكنها لا يستقبل تروية دموية بشكل كافٍ، وهو ما يؤدي إلى تغير التدرج الحويصلي الشرياني، الذي لا يستجيب للعلاج بالأكسجين (كون المشكلة في الإمداد الدموي وليس الأكسجين).أما في بعض الأمراض الأخرى، مثل التكثف الرئوي، فإن الرئة تستقبل تدفق دم رئوي بشكل كاف، فيما تتأثر التهوية، ما يُسبب خللا فيها، وبالتالي يصبح تبادل الغازات غير فعال، ما يؤدي إلى نقص الأكسجة في الدم، وهو ما يؤدي إلى تغير التدرج الحويصلي الشرياني، الذي يستجيب للعلاج بالأكسجين (كون المشكلة في الأكسجين بشكل أساسي وليس في الإمداد الدموي).ولذا فإن نقص التهوية يستجيب بشكل كامل للعلاج بالأكسجين تركيز 100٪.
التشخيص
لتحديد ما إذا كانت المشكلة تكمن في التهوية أم التروية، فإن الأطباء يلجأوون نحتاج إلى إجراء فحص للرئة، يُسمى مسح التهوية/التروية، وهو اختبار بسيط للتحقق من كل من التهوية والتروية.
1. مسح التهوية: يستغرق عادة من 15 إلى 20 دقيقة، حيث يتم استنشاق غاز تتبع مشع، ثم يتتبع الأطباء هذا الغاز المشع عن طريق التقاط صور بكاميرا متخصصة تلتقط مسار وموقع الغاز، ومن خلال النظر إلى الصورة يتم تحديد المناطق سيئة التهوية، والتي تظهر على الصورة كمناطق خالية من غاز التتبع.
2. مسح التروية: يتم إجراؤه عن طريق حقن مادة تتبع مشعة في الوريد، ثم يتتبع الأطباء هذه المادة عن طريق التقاط صور بكاميرا متخصصة تلتقط مسار وموقع المادة، ومن خلال النظر إلى الصورة يتم تحديد المناطق سيئة التروية، بسبب أي نوع من أنواع إعاقة التدفق، مثل الانصمام الرئوي، والذي يظهر على الصورة كمنطقة خالية من مادة التتبع المشعة.
النتائج:
1.مسح التروية طبيعي ومسح التهوية غير طبيعي: عيب في مجرى الهواء، مما يُشير إلى مرض الانسداد الرئوي المزمن.
2. مسح التهوية طبيعي ومسح التروية غير طبيعي: إعاقة تدفق الدم (التروية)، مما يُشير إالى الانصمام الرئوي.
3. كلا المسحين غير طبيعي: ذات الرئة أو مرض الانسداد الرئوي المزمن.

## التعامل الطبي
يختلف التعامل الطبي مع عدم تطابق التهوية/التروية بحسب نتيجة مسح التهوية/التروية، ويشمل العلاج التزويد بالأكسجين، ودعم جهاز الدوران وغيرها، وذلك بحسب السبب.[بحاجة لمصدر]